# Zreče
 Zreče  (Rötschach en allemand) est une commune située dans la région de Basse-Styrie en Slovénie.

## Géographie
La commune est localisée à 100 km au nord-est de la capitale Ljubljana. La commune est située à la frontière de la région montagneuse du Pohorje et dispose d'un climat continental. Zreče est traversée par la rivière Dravinja. Elle accueille une station thermale et son économie est axée sur le tourisme, notamment par la présence du mont Rogla qui culmine à 1 517 m. L'agriculture est également pourvoyeuse d'emplois.

### Villages
Bezovje nad Zrečami, Boharina, Bukovlje, Dobrovlje, Čretvež, Črešnova, Gorenje pri Zrečah, Gornja vas, Gračič, Koroška vas na Pohorju, Križevec, Lipa, Loška Gora pri Zrečah, Mala Gora, Osredek pri Zrečah, Padeški Vrh, Planina na Pohorju, Polajna, Radana vas, Resnik, Rogla, Skomarje, Spodnje Stranice, Stranice, Zabork, Zlakova, Zreče.

## Histoire
Des découvertes archéologiques de la région ont mis en évidence une présence au néolithique. Les premières mentions écrites remontent à la fin du Xe siècle lorsque la région était découpée entre plusieurs domaines ecclésiastiques.
L'église paroissiale est dédiée à saint Gilles (Sveti Egidij en slovène) et appartient à l'archidiocèse de Maribor. Sa construction remonte au XIVe siècle mais les chapelles accolées remontent aux XVIIIe et XIXe siècles. Deux églises situées à l'est de la commune sur la colline Brinjeva Gora appartiennent à la même paroisse. Elles sont dédiées à sainte Anne (Sveta Neža en slovène), construite entre 1726 et 1732, et à la Vierge Marie, construite en 1769.
Jusque 1918, la région était localisée dans l'Empire austro-hongrois avant de rejoindre le Royaume des Serbes, Croates et Slovènes.

## Démographie
Entre 1999 et 2021, la population de la commune est restée assez stable, comprise entre 6 000  et 7 000 habitants,.
Évolution démographique,
| 1999  | 2000  | 2001  | 2002  | 2003  | 2004  | 2005  | 2006  | 2007  |
| ----- | ----- | ----- | ----- | ----- | ----- | ----- | ----- | ----- |
| 6 310 | 6 295 | 6 316 | 6 334 | 6 344 | 6 340 | 6 349 | 6 428 | 6 522 |
| 2008  | 2009  | 2010  | 2011  | 2012  | 2013  | 2014  | 2015  | 2016  |
| 6 489 | 6 515 | 6 449 | 6 467 | 6 407 | 6 394 | 6 371 | 6 403 | 6 424 |
| 2017  | 2018  | 2019  | 2020  | 2021  |       |       |       |       |
| 6 392 | 6 422 | 6 505 | 6 586 | 6 600 |       |       |       |       |

## Relations internationales

### Jumelage
La ville de Zreče est jumelée avec:
- Sedbergh, Angleterre